# Татра Т603
Татра Т603 е автомобил, произвеждан от чехословашкия производител Татра.

## История
Татра 603, започва да се произвежда през 1956 г. Автомобилът се произвежда в Коприжвнице, Моравия, Чехословакия. . Първия прототип на автомобила е представен през 1955 г.. Автомобилът е продаван както в Източна Европа, така и в Куба и Китай. Първият автомобил е произведен с 3,5 литров двигател. През 1964 г. e пусната в производство втора серия на автомобила, а именно Tatra T2 603.